# 古本ゆうや
古本 ゆうや（ふるもと ゆうや、1992年1月17日 - ）は、日本の漫画家。滋賀県高島市出身・在住。

## 来歴
中学生の頃から月刊コロコロコミックのコンテストに作品を応募し始める。高校2年生の時に『ライブコンダクターBELL』が冬季コロコロ漫画大学校で銅メダルを受賞、成安造形大学芸術学部に入学。2012年に『コンバットデリバー』が小学館新人コミック大賞児童部門で佳作を受賞した。
その後、インターネット上で『カラーペインターズ』などを連載、『謎解きハンターQ』シリーズの漫画を担当する。
月刊コロコロコミック2021年10月号から2022年11月号まで『逆襲スパイ Xキャリバー』を連載した。
月刊コロコロコミック2023年9月号から2024年10月号まで『豆狸のバケル』を連載した。

## 人物
自身も小学生の頃からコロコロコミックの読者だった。活動の息抜きとして琵琶湖岸のマキノサニービーチを散歩することを挙げている。
趣味・好きなものはカヌー、スキー、アイススケート、家庭用ゲーム、映画鑑賞。

## 作品リスト

### 連載
- 逆襲スパイ Xキャリバー（小学館『別冊コロコロコミック』2020年6月号・10月号・『月刊コロコロコミック』2021年4月号読切、2021年10月号 - 2022年11月号[1][5]、全3巻）
- ちゃぐりんあぐりスクール（家の光協会『ちゃぐりん』2021年5月号[5] - ）
- 豆狸のバケル（小学館『月刊コロコロコミック』2023年9月号[3] - 2024年10月号[4]、全3巻）

### Web連載
- カラーペインターズ（NHN comico、2013年 - 2014年[5][6]）
- 一騎投銭！ビャッコマル（NHN comico、2014年 - 2016年[5][6]）

### 読切
- サイバーハンター怪決アンサー！（小学館『別冊コロコロコミック』2019年12月号[5]）
- ホー泥棒 ハズク（小学館『別冊コロコロコミックSpecial』2021年6月号[7]）

### 著書
- 謎解きハンターQシリーズ（PHP研究所、2018年[5]）
- 新世紀食糧記ムシグルメン マイマイと人類虫食計画（PHP研究所、2019年[5]）
- マンガでわかる! 10代からのビジネスブック 将来お金で苦労しない7つの方法（河出書房出版社、2020年[5]）